# Gare de Sanyō Sone
La gare de Sanyō Sone (山陽曽根駅, Sanyō Sone-eki) est une gare ferroviaire localisée dans la ville de Takasago, dans la préfecture de Hyōgo au Japon. La gare est exploitée par la compagnie Sanyo Electric Railway, sur la ligne principale Sanyo Electric Railway. Le numéro de la gare est SY 34.

## Situation ferroviaire
Établie à 4 mètres d'altitude, la gare de Sanyō Sone est située au point kilométrique (PK) 41.3 de la ligne principale Sanyo Electric Railway.

## Histoire
C'est le 19 août 1923 que la gare est inaugurée.
En 2013, la fréquentation journalière de la gare était de 1 800 personnes.
| 2010  | 2011  | 2012  | 2013  |
| 1 773 | 1 781 | 1 767 | 1 800 |

## Service des voyageurs

### Accueil
La gare dispose de billetterie automatique de réservation.

### Desserte
La gare de  Sanyo Sone est une gare disposant de deux quais et de deux voies.
| N° de voie      | Ligne | Direction       |
| --------------- | ----- | --------------- |
| Côté local gare | Sanyō | Akashi - Ōsaka  |
| Côté opposé     | Sanyō | Himeji - Aboshi |

Installations et desserte
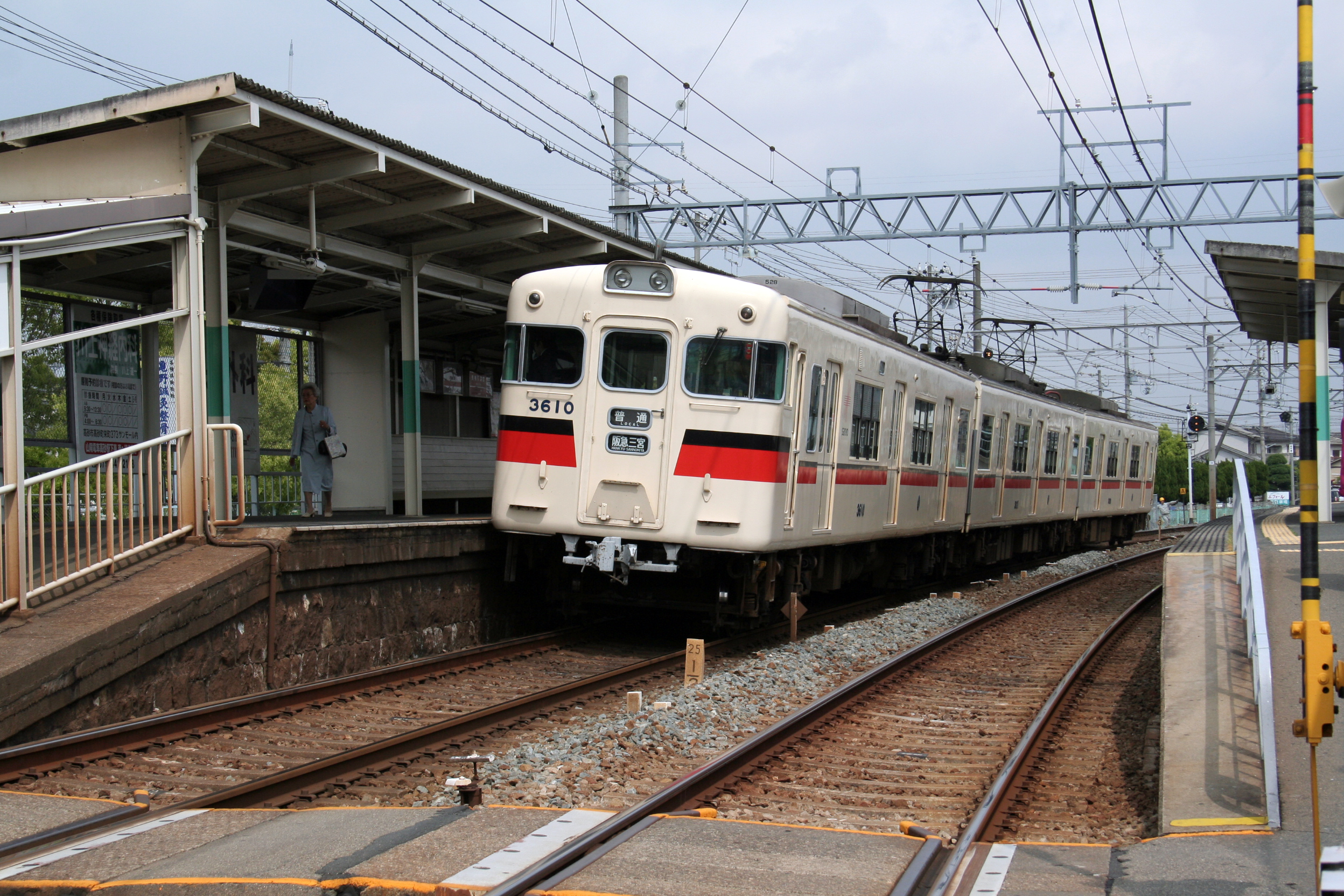
Voies et quais.
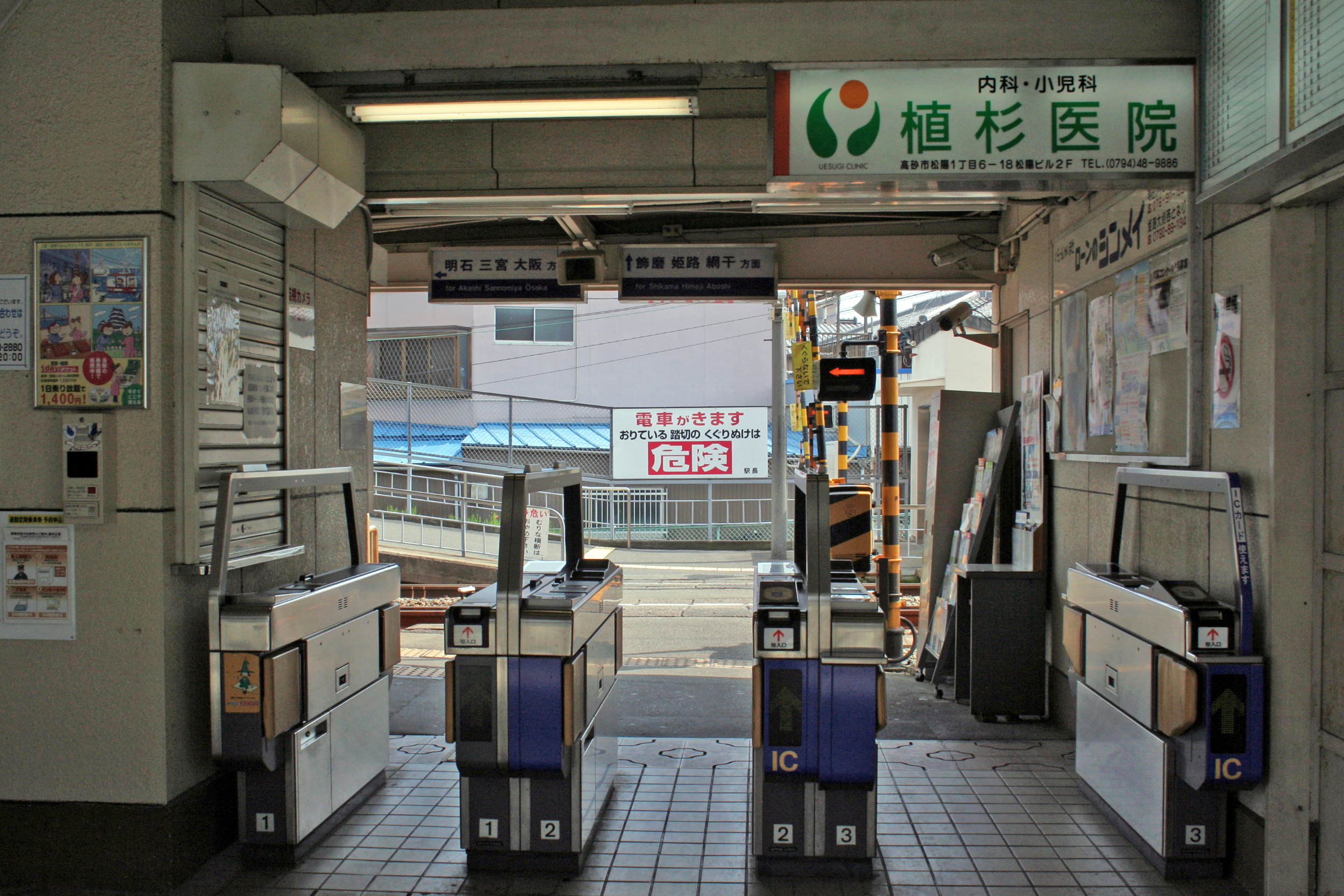
Portillons d'accès aux quais.
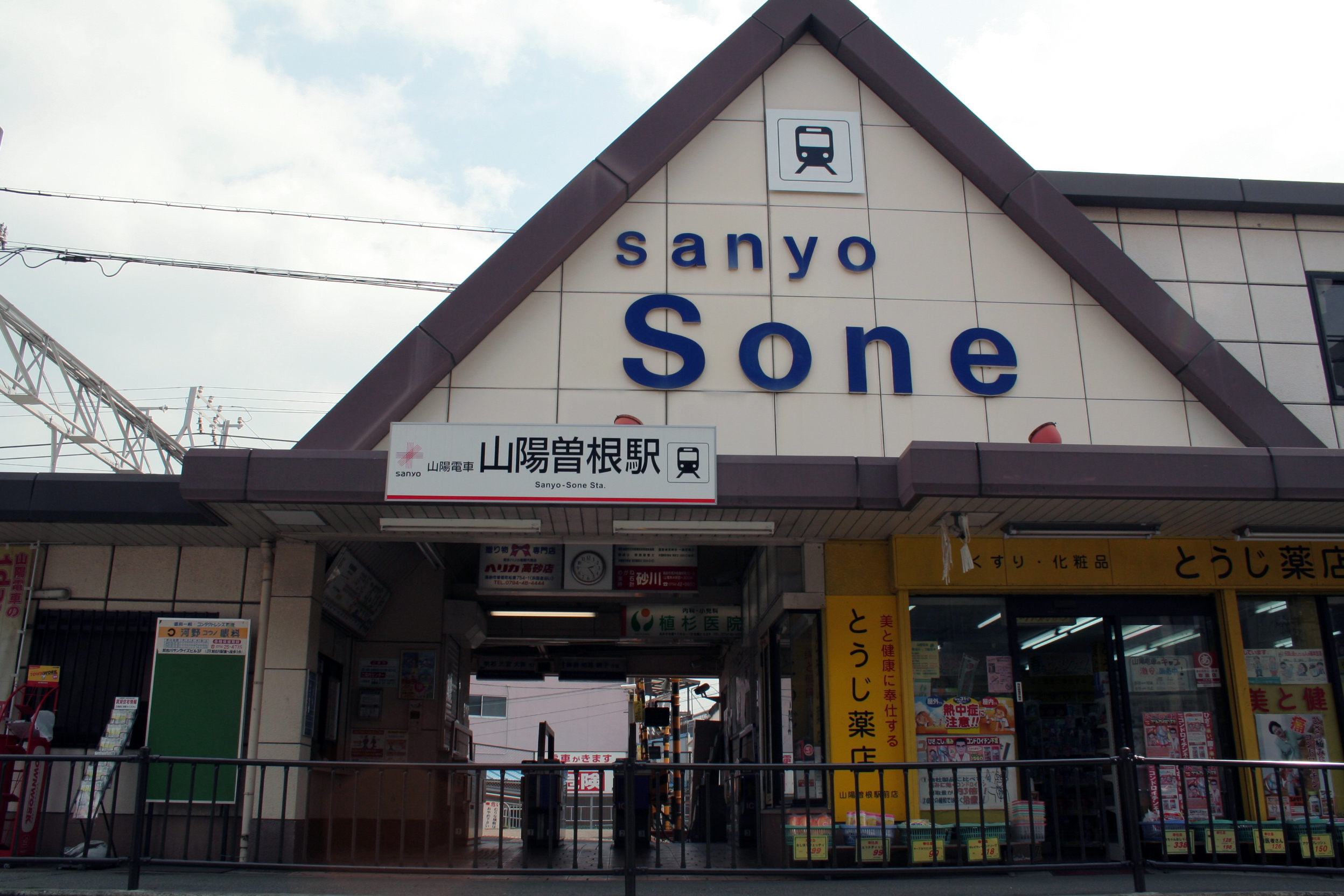
Local d'entrée.

### Site d’intérêt
- Le sanctuaire shinto Tenman-jinja, connu sous le nom de Ōshio Tenmangū